# Арсанов, Дени
Шейх Дени́ Арса́нов (1851, Зебир-Юрт, Терская область — 27 декабря 1917) — российский исламский религиозный деятель, принадлежавший к накшбандийскому течению суфийского ислам.

## Биография
Чеченец, происходит из тайпа Энгеной.
Был активным сторонником свержения российской монархии и отказался поддержать противников большевизма. Параллельно он выступал за сохранение Северного Кавказа в составе России и мирное сосуществование коренных народов с русскими колонистами. После гибели шейха и его старшего сына, бывшего офицера царской армии Якуба (1920), духовным преемником отца был объявлен другой его сын Бахауддин Арсанов (1893—1962).

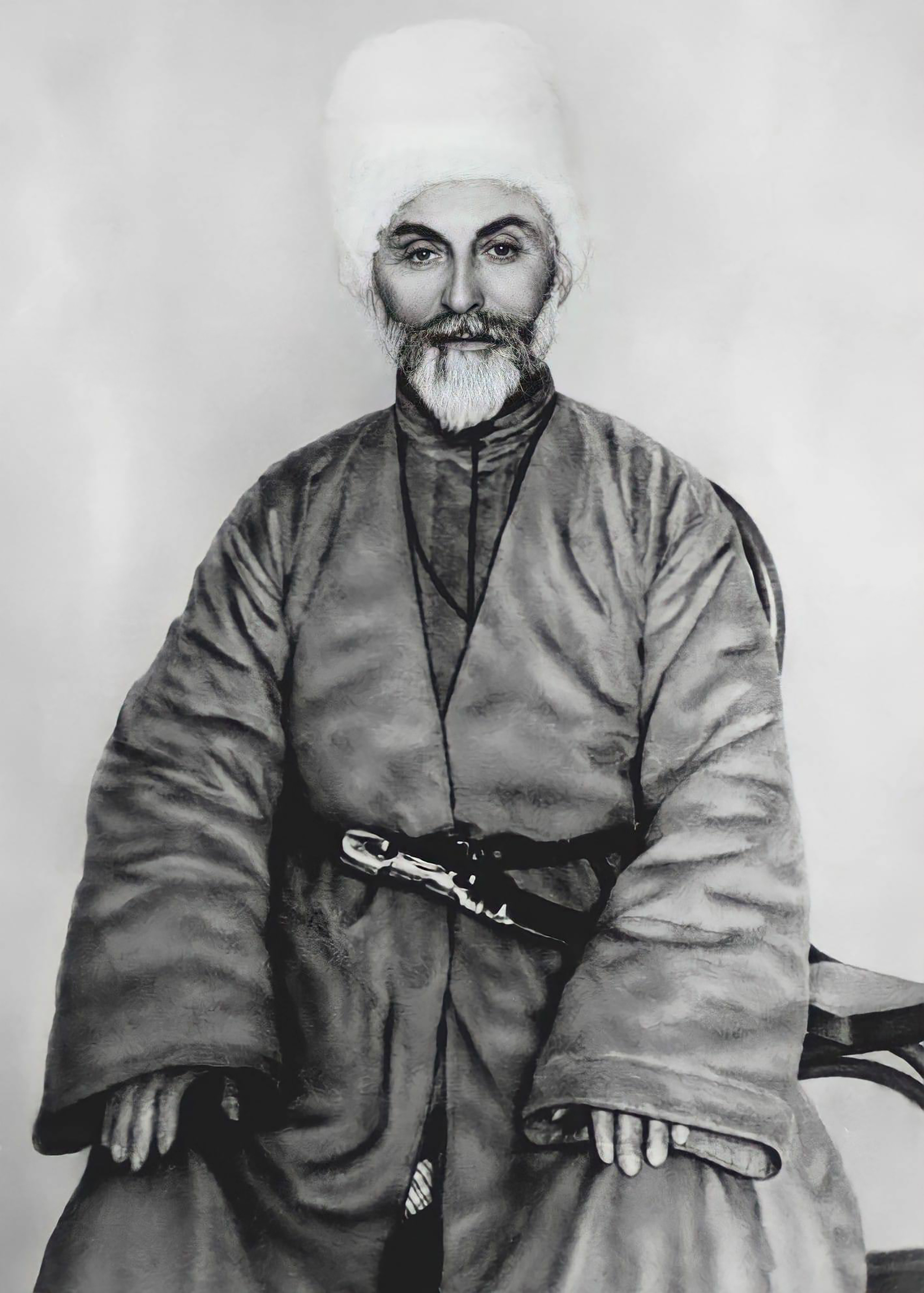
Шейх Дени Арсанов.

Шейху Дени Арсанову часто приходилось выступать в роли миротворца, особенно, когда вопрос касался примирения кровников. Не было случая, чтобы он не смог примирить враждующих между собой семьи горцев. Поэтому для разрешения тяжёлых конфликтов многие чеченцы и ингуши обращались именно к Арсанову.
События после Февральской революции в России привели в движение угнетённые царизмом народы. Бурные политические события разворачивались и на Северном Кавказе. Так же, как и перед другими народами Кавказа, перед чеченцами стоял вопрос об их будущем и политическом устройстве. В апреле 1917 года в Грозном прошёл съезд чеченского народа, в котором приняли участие Ахмед Мутушев, Тапа Чермоев, Таштемир Эльдерханов, Сугаип-мулла Гойсумов, Дени Арсанов, Абдул-Ваххаб-Хаджи Дидимов. На съезде был избран Чеченский национальный комитет и его председателем стал социал-демократ Ахмед Мутушев, окружным комиссаром — Таштемир Эльдерханов. Национальный совет чеченцев признал власть Временного правительства и его комиссаров на местах. Вскоре на почве углубления противоречий между национальной интеллигенцией и духовенством Т. Эльдарханов уступил свой пост Дени Арсанову.

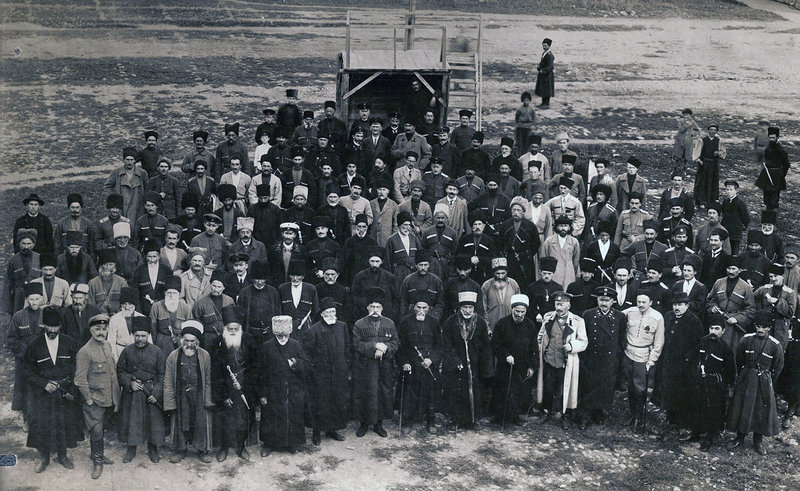
II съезд Союза горцев Северного Кавказа. Сентябрь 1917 года. Владикавказ. В первом ряду, седьмой справа, стоит Арсанов

Съезд чеченского народа избрал делегацию от Чечни на съезд народов Северного Кавказа в составе Т. Чермоева, А. Мутушева, Сугаипа-муллы, шейхов Дени Арсанова и А. А. Шаптукаева, Т. Эльдерханова, М. Кадырова, Э. Алиева и др. 1-10 мая 1917 года во Владикавказе в театре «Гигант» прошёл съезд народов Северного Кавказа. Его организаторами была горская социал-демократическая интеллигенция, бывшие офицеры царской армии и мусульманское духовенство. На нём обсуждался вопрос о будущем политическом устройстве горских народов Кавказа, освободившихся от царского колониализма. Газета «Революционный горец» писала, что делегаты горских народов поклялись в верности друг другу и взаимной поддержке и избрали Временный исполнительный комитет Союза горцев.
При обсуждении политического устройства будущего края представители горской интеллигенции высказывались за светское государственное образование, в то время, когда духовенство предлагало шариатский путь. Сторонниками шариатизации были Дени Арсанов, Сугаип-мулла, Абдул-Ваххаб Аксайский, принимавшие активное участие в работе съезда.
Уничтожение царизма и отсутствие твёрдой власти на Северном Кавказе приводили к частным столкновениям между казаками и чеченцами, что резко обострило межнациональную ситуацию в Грозном. 12 декабря 1917 года в Грозном казаки при участии некоторых грозненских большевиков учинили погром чеченцев, в ходе которого погибли безвинные люди. В чеченских сёлах поднялась волна возмущения. Раздавались голоса о необходимости отомстить за погибших единоверцев. Распространялись слухи о том, что вооружённые чеченцы готовят нападение, население города готовилось к обороне.

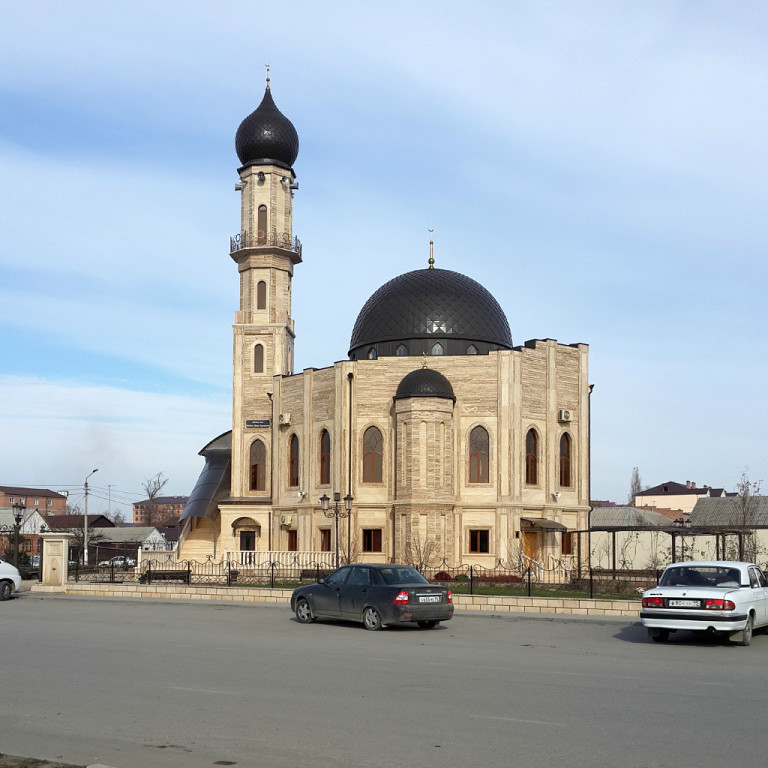
Мечеть имени Дени Арсанова в Грозном

Понимая, что в Чечне может вспыхнуть междоусобная война, Дени Арсанов в сопровождении 53 мюридов из селения Девкар-Эвла спешно отправился в Грозный с миротворческой целью. В Грозном он имел дружеские отношения с известными представителями казачества, которые часто обращались к нему по вопросам споров с чеченцами. 27 декабря 1917 года в станице Грозненской (в районе нынешнего железнодорожного вокзала в Грозном) шейх встретился с милицией и начал переговоры. Затем в сопровождении грозненских казаков и своих мюридов отправился в казачье правление станицы Грозненской. На пути следования его окружили казаки белогвардейского атамана Зайцева. От Дени и его мюридов потребовали разоружения. На это шейх ответил, что чеченцы никогда не складывали оружие перед лицом своих врагов. Разгорелся жестокий бой, в котором погибли шейх и более 30 его мюридов. Ян Чеснов, отмечая, что Дени Арсанов был убит в 1918 году в стычке с казаками, допускает ошибку, ибо дата смерти шейха всё-таки 27 декабря 1917 года. Часть мюридов Дени Арсанова с боем прорвалась к селению Новые Алды, где они рассказали подробности произошедшей трагедии. Тела шейха и его мюридов остались на месте гибели. В течение двух месяцев казаки не выдавали труп шейха Арсанова.
Гибель шейха Дени Арсанова всколыхнула всю Чечню. В чеченских сёлах в спешном порядке собирались вооружённые отряды, чтобы напасть на Грозный. 7 января 1918 года Ахмед-Хан Мутушев в селении Старые Атаги провёл переговоры с прибывшими к нему белогвардейцами. Они требовали: «выдать всех русских офицеров, находящихся в Чечне в качестве инструкторов милиции; обмениваться пленными, причём за тело шейха Дени Арсанова требовали выдачи 12 пленных; исправить полотно железной дороги; выпустить с оружием веденский гарнизон и укрепление Ведено уничтожить».

## Память

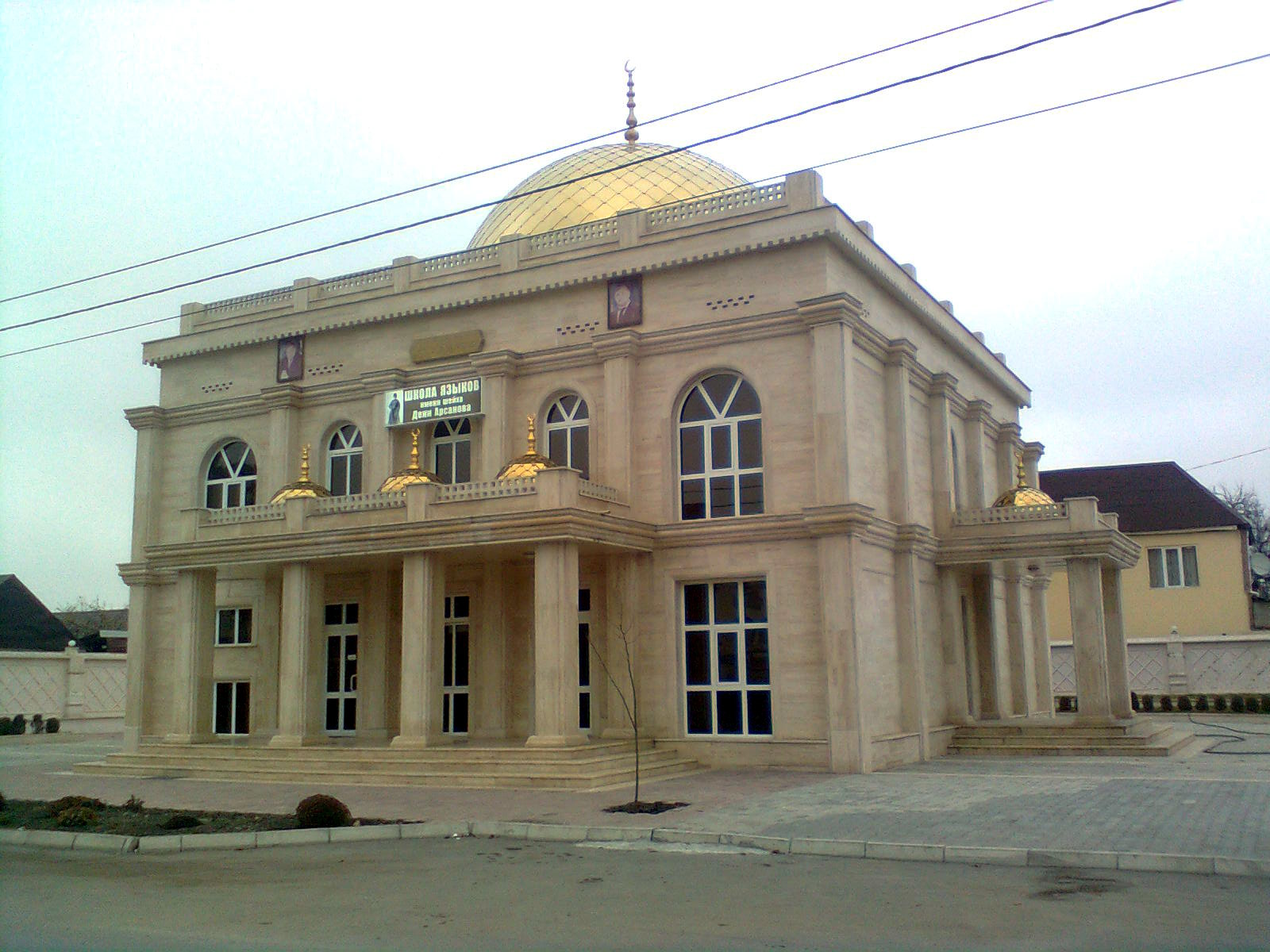
Школа языков имени Дени Арсанова

В Грозном работает Школа языков имени Дени Арсанова, основанная им в 1904 году и возрожденная в 2011 году. Её возглавляет его правнук Ибрагим Арсанов. Школа располагается на улице Дени Арсанова.
Одна из центральных мечетей Грозного носит имя Дени Арсанова.